# Svinkløv Klitplantage
Svinkløv Klitplantage er en 700 ha stor klitplantage beliggende i Jammerbugt Kommune og ligger ca. 8 km nord for Fjerritslev, og grænser mod nord ud til Jammerbugten, mod øst ligger Slette Å og Slettestrand; mod vest ligger Grønnestrand. Plantagen og områderne omkring Grønnestrand udgør Natura 2000 område 13 Svinkløv Klitplantage og Grønne Strand.

## Klitplantagen
Klitplantagen blev anlagt i årene mellem 1884 og 1910 som et værn mod sandfygning. Også derfor består undergrunden i Svinkløv Klitplantage af ca. tre lag: Det nederste lag består af skrivekridt, som kan ses f.eks. ved Svinklovene og ved Slette Å. Næste lag er aflejringer fra istiden, og til sidst et lag af flyvesand, der er føget ind over land fra kysten gennem århundredes sandfygning.
Træerne i Svinkløv Klitplantage varierer i type fra forblæste bjergfyr til højstammet granskov og frodig løvskov i slugterne. I den sydlige del af plantagen findes  stadig en rest af op mod 35 meter høje sitkagraner fra den oprindelige tilplantning i 1880'erne.  I 2018 blev 498 hektar i Svinkløv Klitplantage udpeget til ny urørt nåleskovsplantage.
Rådyret er almindeligt, og af og til er der krondyr. I Slette Å lever odderen. Af mere ualmindelige fugle findes  skovhornugle, stor hornugle, duehøg, natravn og ravn.
I nordenden af plantagen, ud til stranden, har det berømte Svinkløv Badehotel ligget siden 1925. Den 26. september 2016 brændte bygningen ned til grunden, men blev genopbygget og genåbnet i 2019.

## Svinklovene
En del af plantagen ligger på det op til 50 meter høje plateau Svinklovene, der har stejle skrænter ud mod havet og mod Kollerup Plantage i vest. Tilbage i stenalderen var højdedraget en ø i havet. Stenalderhavet var fem-seks meter højere, end havet er i dag. Vest for Svinklovene var der tidligere et åbent sund, en kanal, som forbandt Limfjorden med Vesterhavet. Her sejlede skibe helt frem til 1200-tallet. 
Danmarks største indlandsskrænt, Lien, ligger i Jammerbugten - og består fra øst af Langdalen, Fosdalen, Slettestrand og afsluttes af netop Svinklovene. Deres kammede profil skyldes, at regnvandet har opløst det bløde skriveskridt, som de bølgende bakker består af. Tidligere stod kløfterne som kridhvide skår i skrænten – nogle steder er kridtet stadig blottet. 

## Sankt Olufs Kilde
Øst for Svinkløv Badehotel, på den smalle vej mod Slettestrand, ligger helligkilden Sankt Olufs Kilde. Kilden var en hellig kilde opkaldt efter den norske Olav den Hellige. Kilden blev fra middelalderen til 1890’erne besøgt af syge, der håbede på helbredelse. 

## Aktiviteter i klitplantagen[5]
Vandreture: Der findes tre officielt afmærkede vandreture:
- Gul rute på 3,2 km med start fra rastepladsen ved Slette Å, forbi Kaprifoliedalen, Sankt Olavs kilde og til Faldet.
- Rød (1) rute på 4,3 km med start fra p-pladsen ved Hjortdal Kirke eller rastepladsen ved Slette Å.
- Rød (2) rute på 4,5 km med start fra p-pladsen på stranden ved Svinkløv Badehotel, videre til Svinklovene og tilbage ad det flade forland langs stranden.

Cykling: Der er mange gode cykelegnede skovveje i plantagen. Man må alene cykle på skovveje og stier. Den lange Vestkystrute, også kaldet National Cykelrute 1, på i alt 560 km går gennem plantagen.
Mountainbike: I 2009 anlagde Naturstyrelsen Thy har i samarbejde med Cycling Nord og Feriecenter Slettestrand en mountainbikerute i plantagen . Banen er ensrettet, og husk at cykle i pilenes retning. Ruten er flere steder meget smal, så det er vigtigt at respektere ensretningen. Ruten er udvalgt som en af Danmarks ti bedste mountainbikeruter.
Ridning: Der er ridestier, som ryttere opfordres til at bruge. Det er muligt også at ride langs de større grusveje i plantagen, og husk at ride i side- eller midterrabatten. Rideruten i Svinkløv Klitplantage er en 6 km lang tur gennem skov og åben natur. Den fører gennem plantagens vestligste del og ned over klitheden til stranden mellem Slettestand og Svinkløv.

## Eksterne kilder og henvisninger
- Wikimedia Commons har flere filer relateret til Svinkløv Klitplantage
- VisitJammerbugtens officielle turisthjemmeside Arkiveret 2. december 2013 hos  Wayback Machine
- Om plantagen på naturturist.dk
- Vandretursfolder fra Naturstyrelsen.
- Naturplan 13. Svinkløv Klitplantage og Grønne Strand Arkiveret 17. januar 2012 hos  Wayback Machine
- Feriecenter Slettestrand, Mountainbike

57°8′39.96″N 9°19′39.84″Ø / 57.1444333°N 9.3277333°Ø